# 吉恩·E·鲁宾逊
吉恩·E·鲁宾逊（英語：Gene Ezia Robinson，1955年1月9日—）是一位美国昆虫学家，获2018年沃尔夫农业奖。